# Avenbokskremla
Avenbokskremla (Russula carpini) är en svampart som beskrevs 1956 av R. Girard och Heinem. Avenbokskremla ingår i släktet kremlor och familjen kremlor och riskor.

## Utbredning
Avenbokskremla förekommer i Ryssland, Sibirien och delar av Västeuropa. Arten förekommer i Sverige men är sällsynt och bara känd från ett tiotal lokaler i Skåne och på Öland.

## Utseende
Avenbokskremlans hatt är 2,5–12 cm bred och har en glänsande yta. Som ung är hatten klotformig men blir sedan plant konvex. Färgen på hatten är mycket variabel, och kan vara gulgrön, grönbrun, gråviolett, kopparbrun, vinröd eller röd. Äldre exemplar har ofta rödbruna fläckar på hatten, och gulnar ofta. Gamla fruktkroppar kan bli helt ockrafärgade.

## Ekologi
Avenbokskremla bildar mykorrhiza med avenbok. Den föredrar kalkhaltig, sandig eller lerig jord och växer ofta i högt gräs eller på ruderatmarker. Den förekommer i parker, på kyrkogårdar, i ljusa ek- avenbokskogar, i skogsbryn, längs skogsvägar eller i alléer. Fruktkropparna är kortlivade, medan markmycelet kan ha lång livslängd  – eventuellt lika länge som värdträden finns på platsen.

## Bildgalleri

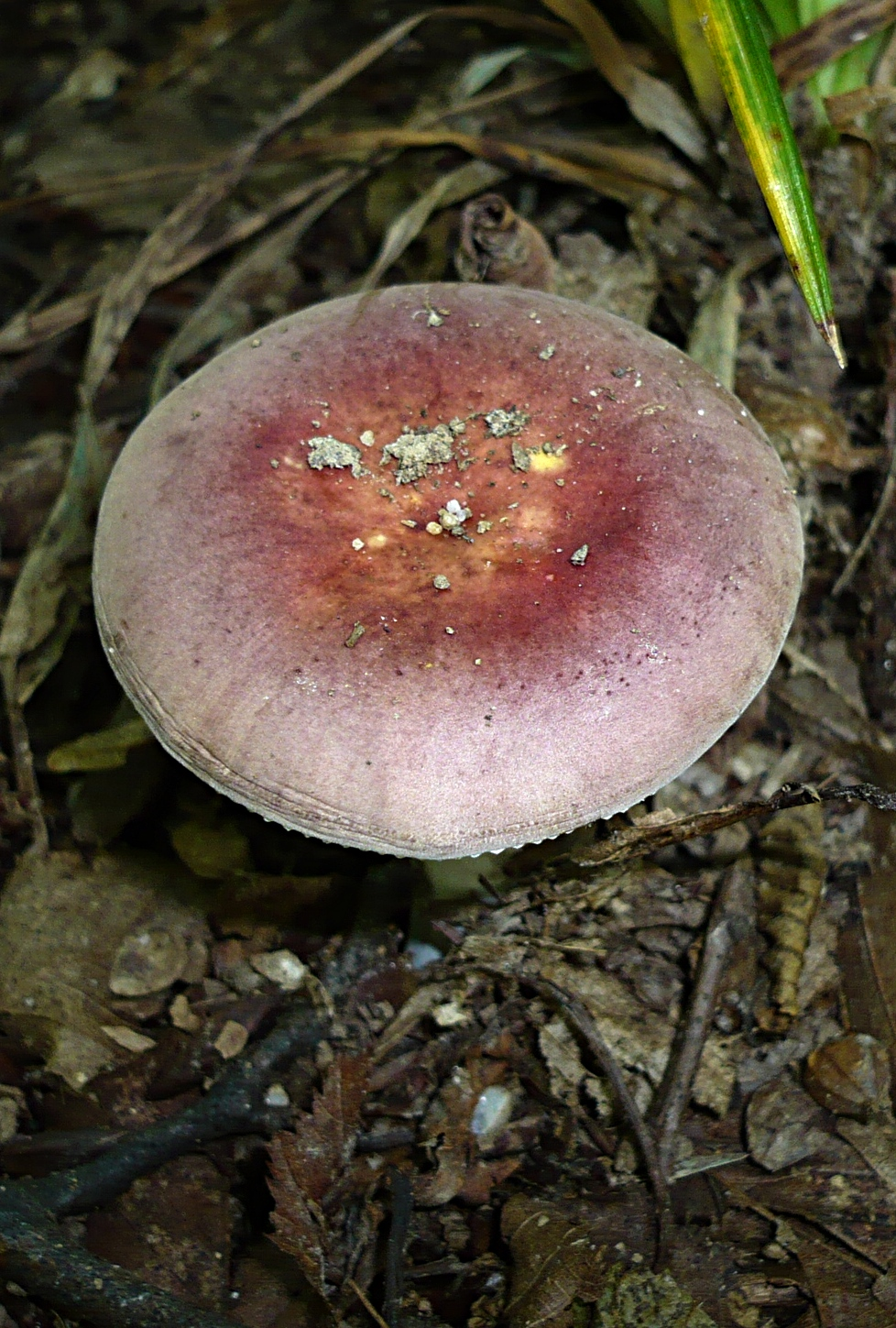
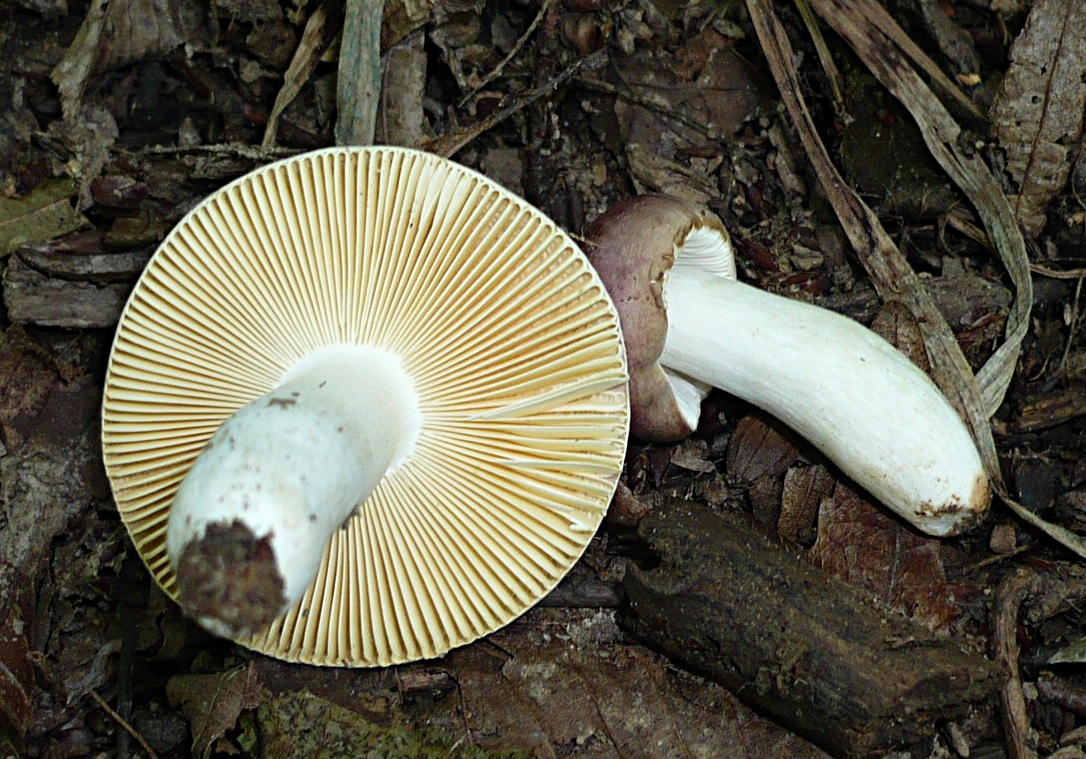